# جرالد مک‌سورلی
جرالد مک‌سورلی (به انگلیسی: Gerard McSorley) (زاده ۱۹۵۰) بازیگر ایرلندی است.
از فیلم‌های معروف او می‌توان به بازی در مجموعه تودورها و فیلم‌های اسب جنگی، فرزند مادری، بوسه مار، از درون می‌رقصم و تافین اشاره کرد.